# Pachycephalopsis
Pachycephalopsis is een geslacht van zangvogels uit de familie Petroicidae (Australische vliegenvangers).

## Soorten
Het geslacht kent de volgende soorten:
- Pachycephalopsis hattamensis  – Groene struikvliegenvanger
- Pachycephalopsis poliosoma  – Witoogstruikvliegenvanger